# Euxiphidiopsis sinensis
Euxiphidiopsis sinensis is een rechtvleugelig insect uit de familie sabelsprinkhanen (Tettigoniidae). De wetenschappelijke naam van deze soort is voor het eerst geldig gepubliceerd in 1944 door Tinkham als Xiphidiopsis sinensis.